# Sébastien Proto
Pour les articles homonymes, voir Proto.
Sébastien Proto, né le 25 novembre 1977 à Suresnes (Hauts-de-Seine), est un haut fonctionnaire et banquier français.
Inspecteur des finances issu de l'École nationale d'administration (ENA), il entre à Bercy en 2007, occupe sous le quinquennat de Nicolas Sarkozy le poste de directeur de cabinet adjoint, puis de directeur de cabinet du ministre du Budget, des Comptes Publics et de la Fonction Publique (2007-2009), de directeur de cabinet du ministre du Travail, de la Solidarité et la Fonction Publique (2010) et de directeur de cabinet du ministre du Budget, des Comptes Publics et de la Réforme de l'État (2011-2012).
Il participe à la rédaction du programme économique de Nicolas Sarkozy pour les élections présidentielles de 2007 et 2012. En 2014, il devient l'un de ses conseillers « officieux ».
De 2013 à 2018, il est associé-gérant de la banque Rothschild & Cie.
En septembre 2018, il rejoint le groupe Société générale en qualité de directeur de la stratégie du groupe, rattaché à Frédéric Oudéa, directeur général. Il est nommé directeur général adjoint le 3 août 2020, chargé des réseaux Société générale et Crédit du Nord, de leur direction Innovation, Technologies & Informatique et de la Banque Privée en France et à l'International. Candidat malheureux à la direction générale de la Société générale, il annonce alors qu’il quittera la banque le 30 juin 2023, date à laquelle il affirme qu’il aura terminé la fusion des banques de détail de Société générale et de Crédit du Nord.
Sébastien Proto est président exécutif du groupe Elsan, groupe d'hospitalisation privée, depuis septembre 2023. 

## Carrière

### Études et diplômes
Sébastien Proto a été élève au lycée Jean-Jacques-Rousseau à Montmorency.
Il est diplômé de l'Institut d'études politiques (IEP) de Paris et de l'École supérieure des sciences économiques et commerciales (Essec).
En 2002, il arrive major du concours d’entrée de l’ENA et intègre la promotion Léopold Sédar Senghor (qu'il aurait aimé voir s'appeler « Claude Érignac »). Il en sort diplômé en 2004, à la deuxième place du classement de sortie et intègre l'Inspection des finances aux côtés de Marguerite Bérard, Pierre-Alain de Malleray, Jean-Baptiste Nicolas, Emmanuel Macron.

### Carrière administrative et responsabilités politiques
À la sortie de l'ENA, il intègre l'Inspection générale des finances (IGF) de 2004 à 2007. Inspecteur des finances, il sera notamment désigné rapporteur en 2005 avec Guillaume Sarlat, aux côtés de Michel Pébereau à qui il a été confié la charge de remettre à Thierry Breton, alors ministre des Finances, un rapport pour « Rompre avec la facilité de la dette ».
Il participe en 2007 à la rédaction du programme de campagne de Nicolas Sarkozy,, où il retrouve Emmanuelle Mignon, avec laquelle il avait fait ses classes cinq ans plus tôt, participant déjà à la rédaction du futur programme de 2007.
Il devient ensuite directeur adjoint (2007-2009), directeur de cabinet d'André Santini en 2009, puis directeur de cabinet (2009-2010) d'Éric Woerth, alors ministre du Budget, puis ministre du Travail, de la Solidarité et de la Fonction publique. De 2011 à 2012, il exerce les fonctions de directeur de cabinet de Valérie Pécresse (ministre du Budget, des Comptes publics et de la Réforme de l'État, porte-parole du gouvernement),.
Entre 2010 et 2011, entre deux postes en cabinet ministériel, il intègre Rothschild & Cie en qualité de gérant.
En 2012, il participe activement à la rédaction du programme de campagne de Nicolas Sarkozy. Il est ainsi décrit comme « l'une des pièces maîtresses de l'équipe de campagne de Nicolas Sarkozy » et comme « la cheville ouvrière du programme économique ».
Après la défaite de Nicolas Sarkozy à l'élection présidentielle française de 2012, celui que Le Monde présente comme « le Macron de Sarkozy » retourne exercer au sein de Rothschild & Cie en qualité d'associé-gérant. Il est pressenti comme le futur secrétaire général de l'Élysée en cas de victoire.
En 2014, il devient « conseiller officieux » de Nicolas Sarkozy, nouveau président de l'UMP. Chargé de « veiller sur la stratégie » de l'ancien président, il exerce cette fonction à titre bénévole et sur son temps libre.
En 2016, il est chargé, avec l’ancien directeur des études de l’UMP Franck-Philippe Georgin, de mettre en place le programme de Nicolas Sarkozy pour 2017. Ce dernier le présente comme son futur secrétaire général de l'Élysée en cas de victoire.

### Fonctions à Rothschild & Cie
Il est l'un des plus jeunes associés-gérants de Rothschild & Cie et accompagne de nombreuses sociétés dans leur développement. Il intervient dans le Morpho-Safran, ayant œuvré aux côtés d'Advent International/Oberthur Technologies, associé à Bpifrance[pas clair]. Il est également le conseil de Babilou sur le volet financier. Il est le conseil de Showroomprive.com dans son introduction en bourse fin 2015. Avec l'un de ses associés, Grégoire Chertok, il conclut en 2014 un accord entre le français Publicis et l’américain Sapient. Il conseille KissKissBankBank lors de son acquisition par La Banque postale.

### Fonctions à la Société générale
Le 3 septembre 2018, il rejoint le groupe bancaire Société générale en qualité de Directeur de la stratégie du groupe, rattaché directement à Frédéric Oudéa, directeur général. Le 4 août 2020, il est nommé directeur général adjoint chargé des réseaux Société générale, Crédit du Nord, de leur direction Innovation, technologies & informatique et de la banque privée en France et à l'international. À ce titre, il dirige le rapprochement de Société générale et de sa filiale Crédit du Nord.
Il est candidat en 2022 à la direction générale de la Société générale face à Slawomir Krupa. Sa candidature n'étant pas retenue, il quitte la banque le 30 juin 2023,,,.

## Polémiques

### Polémique autour de la loi sur les jeux en ligne
En septembre 2010, la loi ouvrant à la concurrence le marché des jeux d'argent en ligne - dont Éric Woerth alors ministre a été l'un des principaux artisans - est adoptée. Cette loi fait suite au déclenchement en 2007 d'une procédure d'infraction contre la France lancée par la Commission européenne qui reprochait à l'État français un monopole en matière de paris en ligne. Au moment de l'adoption de la loi, L'Express et Libération évoquent, sans le prouver, un possible conflit d'intérêts de Sébastien Proto, alors directeur du cabinet d'Éric Woerth,,,, ce dernier connaissant à titre privé Antoine Arnault, fils du dirigeant de LVMH Bernard Arnault, actionnaire depuis 1999 de la société de paris en ligne Betfair,. L'Express concluait son article par « Ce dernier assure à L'Express que ses relations privées n'ont pas influencé le contenu de la loi ».
Le journal Les Échos le 9 avril 2021 titre « Jeux d'argent en ligne : le succès d'un modèle français ». Le journal économique indique qu'« Éric Woerth a réussi son pari. Onze ans après son adoption, la loi du 6 avril 2010 ouvrant à la concurrence le marché français des jeux d'argent et de hasard sur Internet, que le président (LR) de la commission des Finances de l'Assemblée nationale avait alors lancée en tant que ministre du Budget, a produit les effets attendus », notamment celui « d'une régulation forte et d'une fiscalité lourde ».

### Affaire de l'hippodrome de Compiègne
En 2010, la vente de l'hippodrome de Compiègne, par l'État, à la société de course de Chantilly, provoque une polémique. Elle est conclue, pour 2,5 millions d'euros, par Éric Woerth, qui est à la fois ministre du Budget et élu de Chantilly, ce qui entraine des soupçons de favoritisme. Sébastien Proto étant un proche collaborateur d'Éric Woerth au ministère, il est également mis en cause. Il bénéficie d'un non lieu en 2015, mais l'affaire est relancée par une nouvelle plainte.
En janvier 2017, il est mis en examen pour abus d'autorité dans cette affaire, mais sa mise en examen est définitivement annulée et le non-lieu qui a été prononcé par les juges d'instruction en 2015 est définitivement confirmé par la Cour de cassation le 16 juin 2021.

## Vie privée
Sébastien Proto est fils et petit-fils de cadres de la SNCF.

## Sources
- « PROTO Sébastien », in Dictionnaire historique des inspecteurs des Finances 1801-2009: Dictionnaire thématique et biographique, Institut de la gestion publique et du développement économique, 2012